# كيم جونغ-كيونغ
كيم جونغ-كيونغ (هانغل: 김종경) هو لاعب كرة قدم كوري جنوبي في مركز الدفاع، ولد في 9 مايو 1982 في كوريا الجنوبية. لعب مع برسيبورا جايابورا وجونبك هيونداي موتورز.

## وصلات خارجية
- كيم جونغ-كيونغ على موقع دوري كوريا الجنوبية (الإنجليزية)
- كيم جونغ-كيونغ على موقع قاعدة بيانات كرة القدم.إي يو (الإنجليزية)
- كيم جونغ-كيونغ على موقع عالم كرة القدم.نت (الإنجليزية)